# Proisotoma ewingi
Proisotoma ewingi är en urinsektsart som beskrevs av James 1933. Proisotoma ewingi ingår i släktet Proisotoma och familjen Isotomidae. Inga underarter finns listade i Catalogue of Life.